# Cantonul Pantin-Est
Cantonul Pantin-Est este un canton din arondismentul Bobigny, departamentul Seine-Saint-Denis, regiunea Île-de-France, Franța.

## Comune
| Comune                  | Populație (1999) | Cod poștal | Cod INSEE |
| ----------------------- | ---------------- | ---------- | --------- |
| Pantin, commune entière | 53 797           | 93 500     | 93 055    |